# دبل دیال
دبل دیال (به بلغاری: Debel dyal) یک منطقهٔ مسکونی در بلغارستان است که در شهرستان گابروو واقع شده‌است.